# White Knight Chronicles
White Knight Chronicles (白騎士物語?, Shirokishi Monogatari) è un videogioco di ruolo sviluppato dalla Level-5 e distribuito dalla Sony Computer Entertainment per la console PlayStation 3. Il gioco è stato commercializzato in Giappone il 25 dicembre 2008, in America il 2 febbraio 2010 e in Europa il 26 febbraio.  Nel 2010 è stato pubblicato il sequel, intitolato White Knight Chronicles II, e nel 2011 il prequel White Knight Chronicles: Origins.

## Trama
Nei tempi antichi i potentissimi regni di Yshrenia e Athwani si scontrarono per il dominio del continente di Dogma. Per ribaltare le sorti di un conflitto che sembrava non finire mai Yshrenia creò i Cavalieri, gigantesche armature in grado di muoversi e combattere sfruttando l'energia vitale emessa dall'anima di una persona adatta. Nell'estremo tentativo di evitare la sconfitta gli stregoni di Athwani usarono un potente incantesimo per sigillare i Cavalieri il cui prezzo fu però il sacrificio di migliaia di vite.
Il popolo di Athwani, provato e disilluso, cominciò a ribellarsi, e la morte improvvisa della regina fu la scintilla che fece scoppiare una sanguinosa guerra civile. Poco tempo dopo entrambe le civiltà crollarono, e del loro passaggio, così come di quella lunga guerra, non rimasero che leggende.
10.000 anni sono passati, e sul continente di Dogma si sono sviluppate numerose civiltà. In particolare sono sorte due grandi nazioni, il Regno di Balandor, abitato prevalentemente da umani, e l'Impero di Faria, abitato dai fariani, esseri simili ad elfi con due lunghe corna sulla sommità della testa.
Leonard è un orfano di 17 anni che lavora come garzone nella cantina di Rapacci, l'orco che lo ha trovato e cresciuto quando era piccolo; da molti anni, da quando l'ha conosciuta, è segretamente innamorato della principessa Cisna, l'erede al trono di Balandor, che però ha perso la parola dal giorno in cui ha visto morire la madre sotto i suoi occhi durante un attacco di Faria.
Le due potenze sono in guerra ormai da molti anni, ma l'incontro tra il re e il primo ministro di Faria, da tenersi quasi in contemporanea alla grande festa per la maggiore età della principessa che segna il suo ingresso in società, sembra costituire l'occasione propizia per mettere fine alle ostilità.
Il giorno della festa, Leonard fa la conoscenza del suo nuovo aiutante (il nostro Avatar) con il quale viene mandato da Rapacci al villaggio di Parma a prendere il vino da consegnare a palazzo. A Parma Leonard incontra Yullie, una sua amica di infanzia, che si unisce al gruppo, ma durante il viaggio di ritorno l'incontro inaspettato con un troll provoca un grave ritardo.
Quando Leonard e il suo gruppo tornano a Balandor la festa è già cominciata, perciò, dopo aver consegnato il vino, i tre amici decidono di intrufolarsi nel palazzo per dare una sbirciatina. Improvvisamente, però, un circo ambulante che si stava esibendo in città si rivela essere una sorta di cavallo di troia, e dal suo interno sbuca un intero esercito accompagnato da un mostro gigantesco che dà l'assalto al palazzo.
Cisna e suo padre tentano di fuggire, ma il re viene raggiunto ed ucciso da un misterioso e inquietante cavaliere nero che poi tenta di rapire la principessa; Leonard interviene e la porta in salvo, fuggendo assieme a lei nei sotterranei del palazzo, mentre Yullie e l'Avatar vengono salvati da un vecchio e misterioso mago-guerriero di nome Eldore. Nei sotterranei, Leonard e Cisna ritrovano il White Knight, uno dei cinque antichi Cavalieri, al quale Leonard si lega tramite un'Arca a forma di guanto evocata, apparentemente, dalla stessa Cisna. Coi poteri del Cavaliere Leonard sconfigge il mostro gigantesco e respinge l'attacco, ma non riesce ad impedire che la principessa venga rapita dal Cavaliere Nero e condotta su una nave volante che subito prende il volo verso una destinazione sconosciuta.
Ritrovatisi, Leonard, Yullie e l'Avatar vengono a sapere da Eldore che i rapitori della principessa sono i discendenti di Yshrenia, i quali probabilmente vogliono Cisna per la sua apparente capacità di sciogliere i sigilli dei Cavalieri, che se riuniti costituirebbero una forza tale da sottomettere non solo il continente di Dogma, ma il mondo intero.
Essendo colui che ha stretto un patto con il White Knight, Leonard riceve dai nobili di Balandor l'incarico di trovare e salvare la principessa, perciò lui, i suoi compagni ed Eldore si mettono in viaggio sulle tracce della nave volante.

## World Map
L'intera mappa di gioco, che comprende il Regno di Balandor e alcuni regni vicini, è strutturata in Dungeon, collegati tra di loro da corridoi che vengono sbloccati solo dopo che il dungeon è stato completato. A intervalli più o meno regolari tra i vari dungeon si trovano delle città, dove, nel pieno rispetto dello stile JRPG, potremo fare acquisti, accettare missioni facoltative e assistere agli sviluppi della storia.
Al termine di ogni dungeon dovremo sempre confrontarci con un boss, che una volta sconfitto determinerà il superamento della prova e l'accesso al dungeon successivo. Una volta che un dungeon sarà stato sbloccato questo diventerà Superabile, ovvero non sarà più necessario affrontarlo per andare da una parte all'altra della mappa. Inoltre, quando sbloccheremo un dungeon, assieme ad esso attiveremo anche tutta una serie di missioni extra che potremo affrontare in qualsiasi momento o in solitaria, usando esclusivamente il nostro avatar, o in modalità online, in collaborazione con altri giocatori.
Ogni dungeon ha un punto di entrata e uno di uscita, e a varie distante l'uno dall'altro vi sono dei cristalli blu che permettono di salvare il gioco, curare o resuscitare i nostri personaggi e, dietro pagamento, riparare armi ed armature, che se trascurate per troppo tempo potrebbero rompersi, diventando inutilizzabili.
Infine, gli stessi cristalli, posizionati sia nei dungeon che nelle città, ci permettono di accedere alla modalità online e di visitare o modificare il nostro Georama, la nostra città virtuale che potremo far crescere con i soldi guadagnati nel corso dell'avventura e che diventerà il nostro quartier generale nella modalità online.

## Battle System
Il Battle System di White Knight Chronicles è strutturato in tempo reale. Questo significa che quando incontreremo un nemico la battaglia prenderà immediatamente il via, senza alcun caricamento né trasferimento in qualche fantomatica arena.
Ogni personaggio del nostro party possiede tre barre, e in ognuna delle sette caselle di cui è costituita ogni barra è possibile inserire una delle varie tecniche di combattimento apprese grazie ai punti esperienza che si acquisiscono aumentando il proprio livello. Più esperienza acquisiremo nell'uso di uno dei sette strumenti tra cui ci è possibile scegliere (Spada, Spada Lunga, Ascia, Lancia, Magia Nera, Bastone, Magia Bianca e Arco) aumenterà la qualità e l'efficacia delle tecniche che potremo apprendere.
Ognuna di queste tecniche, ad eccezione di quelle primarie (quelle cioè che si possiedono fin dall'inizio in ognuno dei sette attributi) ha un prezzo; i personaggi infatti dispongono anche di PA, Punti Azione, e per usare una qualsiasi tecnica di alto livello sarà necessario sacrificarne un numero variabile che può andare da 1 per le tecniche più semplici a 5 per quelle più devastanti. I Punti Azione si ricaricano con il tempo, ma se li esauriremo durante il combattimento le uniche tecniche che potremo utilizzare saranno quelle a costo zero.
Il party è formato da tre effettivi e, nelle fasi finali della storia, tre "in panchina", per così dire; il giocatore ha la possibilità di controllare uno qualsiasi dei tre personaggi giocanti in qualunque momento tramite un menù di scelta rapida, mentre sostituire uno o più personaggi giocanti con quelli "in panchina" sarà possibile solo in momenti al di fuori della battaglia.
Se un personaggio giocante viene sconfitto non è possibile metterlo "in panchina" per sostituirlo con un altro; la sola cosa da fare è riportarlo in salute con un incantesimo o un oggetto, oppure raggiungendo un cristallo.
Inoltre, due dei personaggi a nostra disposizione, Leonard e Caesar, hanno la possibilità di assumere la forma Cavaliere, raggiungendo in questo modo dimensioni gigantesche e ottenendo attacchi devastanti, in grado di infliggere danni di gran lunga maggiori. Per potersi trasformare è necessario disporre di un certo numero di PA, e più se ne avranno al momento della trasformazione maggiori saranno le abilità a disposizione del Cavaliere. La vita del Cavaliere è misurata in Punti Magia, che si esauriscono progressivamente con il passare del tempo e ogni volta che viene fatto uso di una qualsiasi delle sue tecniche di attacco. Quando i punti si azzerano la trasformazione cessa.

## Personaggi
Leonard (レナード?, Renādo)
Il protagonista del gioco. Orfano fin dalla nascita, ha diciassette anni e lavora come garzone nella cantina dell'orco Rapacci, il suo padre adottivo.
Ha un carattere aperto e amichevole, ama godersi la vita e cerca sempre di guardare con speranza al futuro. È innamorato segretamente della principessa Cisna, che ha conosciuto da bambino, e quando viene rapita si offre subito come volontario per andarla a salvare.
Durante l'attacco iniziale a Balandor raggiunge i sotterranei del palazzo, e qui trova, incatenato, il White Knight, uno dei leggendari cinque cavalieri, al quale si lega grazie a Cisna dopo aver superato una prova di valore con lo spirito a guardia dell'armatura.
Abile nell'uso della spada, con il passare del tempo comincerà a mettere da parte il suo lato infantile e comprenderà il vero significato dell'essere un Cavaliere. Verso la fine della vicenda, poi, scoprirà una cosa incredibile sulle sue origini.
Yulie (ユウリ?, Yūri)
Giovane fattrice che vive nel villaggio di Parma, poco distante da Balandor. Lavora anche lei per Rapacci, supervisionando con suo padre la produzione di vino, e quando il suo amico di infanzia Leonard arriva a Parma si aggrega subito al suo gruppo, non sospettando minimamente quali avventure attendono entrambi.
Solare e vivace, è una ragazza gentile il più delle volte e aggressiva quando serve; non ha molti peli sulla lingua e apparentemente non ha alcuna paura di prendere di petto situazioni e persone più grandi di lei, confidando, forse un po' troppo, nella sua capacità di affrontare gli imprevisti.
I dolori e le prove alle quali andrà incontro nel corso dell'avventura, uniti al suo amore non contraccambiato per Leonard, mitigheranno un po' il suo carattere estroverso, portandola ad una visione un po' più pessimistica della vita.
Sa maneggiare discretamente armi di piccolo taglio, come pugnali e daghe, ma dimostra una certa predisposizione soprattutto per l'uso dell'arco.
Eldore (エルドア?)
Un misterioso mago-guerriero che fa la sua apparizione all'inizio della storia.
Durante l'attacco al palazzo mette in salvo Yullie e l'Avatar, e subito dopo la scomparsa della principessa si aggrega volontariamente alla spedizione organizzata per salvarla, proponendo egli stesso la presenza di Leonard in quanto detentore del potere del White Knight, ma a differenza del resto del gruppo sembra perseguire degli obiettivi tutti suoi.
Visibilmente introverso, e all'apparenza molto pessimista, si dimostra un uomo pacato ed estremamente saggio, con numerose conoscenze che vanno dalla storia del continente a quella dei Cavalieri; tuttavia Leonard prima e Caesar poi si rendono subito conto che sa molte più cose di quante vorrebbe far credere.
E infatti, quasi alla fine della vicenda, si viene a sapere che ha ben più dei cinquant'anni che dimostra: per la precisione ne ha oltre diecimila, ed ha partecipato alla leggendaria Guerra di Dogma. A quell'epoca era la guardia del corpo della regina di Athwani, ma a causa di una sua disattenzione la regina venne uccisa, evento che diede il via alla guerra civile che avrebbe avuto come conseguenza l'implosione delle due potenze in guerra.
Subito prima che Yshrenia e Athwani cadessero sotto il peso dei loro stessi popoli Eldore fece un patto con il dio della morte, e in cambio della sua giovinezza ottenne di viaggiare nel tempo fino all'epoca in cui i seguaci di Yshrenia sarebbero stati pronti a far ricominciare la guerra, ovvero quella di Leonard e i suoi compagni.
Le esperienze passate lo hanno reso pessimista e disilluso, nonché preda dei suoi fantasmi, ma durante il viaggio con Leonard capirà che esiste sempre una seconda possibilità, e farà della protezione della principessa Cisna la sua nuova ragione di vita.
Kara (カーラ?, Kāra)
Giovane e attraente ragazza che vive ad Albana. Soprannominata la Rosa del Deserto, lavora come ballerina di flamenco nella taverna della città, ma a dispetto di quella sua parvenza angelica è anche un'ottima spadaccina, tanto brava nel ballo quanto letale con in mano uno stocco.
Poco prima dell'arrivo di Leonard e dei suoi compagni ad Albana viene costretta dai seguaci di Yshrenia, che hanno rapito sua sorella adottiva, ad uccidere i ragazzi non appena fossero entrati in città, e per permetterle di riuscirci le consegnano una carta magica in grado di trasformarla in un gigante, un essere mostruoso in grado di competere coi Cavalieri.
Sconfitta, accetta l'aiuto dei ragazzi per salvare la sorella, e quando questa viene offerta in sacrificio per creare un potentissimo gigante si aggrega a loro per ottenere vendetta.
Tuttavia il suo ruolo all'interno del gruppo viene più volte messo in discussione, e alcuni, soprattutto Yullie e Caesar, dubitano della sua fedeltà. I loro timori si riveleranno fondati quando scopriranno che Kara è la sorella di Grazel, il comandante di Yshrenia, infiltrata nel gruppo come spia.
Ma nel caso di Kara niente è come sembra, e la verità si rivelerà essere più complicata del previsto.
Caesar (シーザー?, Shīzā)
Figlio adottivo del sovrano di Greede, la città mobile, è all'apparenza un ragazzo scanzonato e donnaiolo, dedito solo al divertimento e del tutto disinteressato sia al suo ruolo di futura guida di Greede sia alle precarie condizioni di salute del padre, ormai in punto di morte.
In realtà, sotto quella sua parvenza indifferente, è in realtà un ragazzo di buon cuore e di animo gentile, sempre pronto ad aiutare gli altri, compreso suo padre, per il quale forgia, a costo di enormi pericoli, un busto antico tempestato di pietre preziose simile in tutto e per tutto a quello che il sovrano desiderava più di ogni altra cosa.
Ha una grande passione per i draghi, che riesce quasi a comprendere e che protegge quando può dalla malvagità umana, e dopo essere riuscito a sconfiggere il drago che custodisce la seconda Arca dei Cavalieri ne erediterà il controllo, ottenendo l'abilità di trasformarsi nel Dragon Knight. La trasformazione gli conferisce anche il Dragon Eye, una sorta di terzo occhio che gli permette di vedere i pensieri e i ricordi delle persone che tocca e anche di prevedere gli eventi che dovranno accadere, anche se questa abilità non sembra andare oltre i pochi minuti avanti nel tempo.
È innamorato di Kara, di cui ammira il carattere forte, e si unirà al gruppo dopo la morte del padre che gli rivelerà, in una lettera scritta subito prima di morire, di essere un figlio adottivo, cosa di cui Caesar era all'oscuro, e di avergli sempre voluto bene, nonostante i suoi continui rimproveri.
Avatar
Il nostro alter ego, il personaggio che possiamo creare all'inizio della storia e che, oltre a prendervi parte, ci permetterà di giocare anche nella modalità on-line. La sua presenza all'interno della storia è estremamente marginale, ridotta ad un semplice ruolo di comparsa che pur apparendo in quasi tutte le cutscene non prende mai la parola né riveste un qualche ruolo di rilevanza nelle vicende che vanno susseguendosi.
La Level-5 ha giustificato la mancanza di spessore dell'avatar con l'impossibilità, a causa dei ristretti tempi di produzione, di lavorare in modo approfondito su questo particolare aspetto del gameplay, ma ha garantito un deciso cambio di rotta nel secondo capitolo della saga, in uscita per l'estate del 2010.
Nonostante la mancanza di interventi diretti si può intendere, tramite alcuni suggerimenti, che anche il nostro avatar possa essere legato in qualche modo agli eventi della Guerra di Dogma; probabilmente si tratta del discendente, o della reincarnazione, di un leggendario guerriero (anche qui, il nostro avatar), che 10000 anni prima prese parte alla Guerra di Dogma combattendo i cavalieri, vicenda narrata nel prequel White Knight Chronicles: Origins.

## Accoglienza
White Knight Chronicles dopo pochi giorni dall'uscita in Giappone, si è rivelato uno dei titoli più venduti di quel periodo. La rivista Play Generation lo classificò come l'ottavo migliore gioco di ruolo del 2010.

## Sequel
Nel mese di luglio 2009 è stato annunciato tramite la rivista Famitsū il sequel di White Knight Chronicles, intitolato White Knight Chronicles: Awakening of Light and Darkness.  Il gioco è stato reso disponibile l'8 luglio 2010 in Giappone, esclusivamente per PlayStation 3, mentre l'8 giugno dell'anno seguente raggiunge anche il territorio italiano.